# Globus-Stiftung

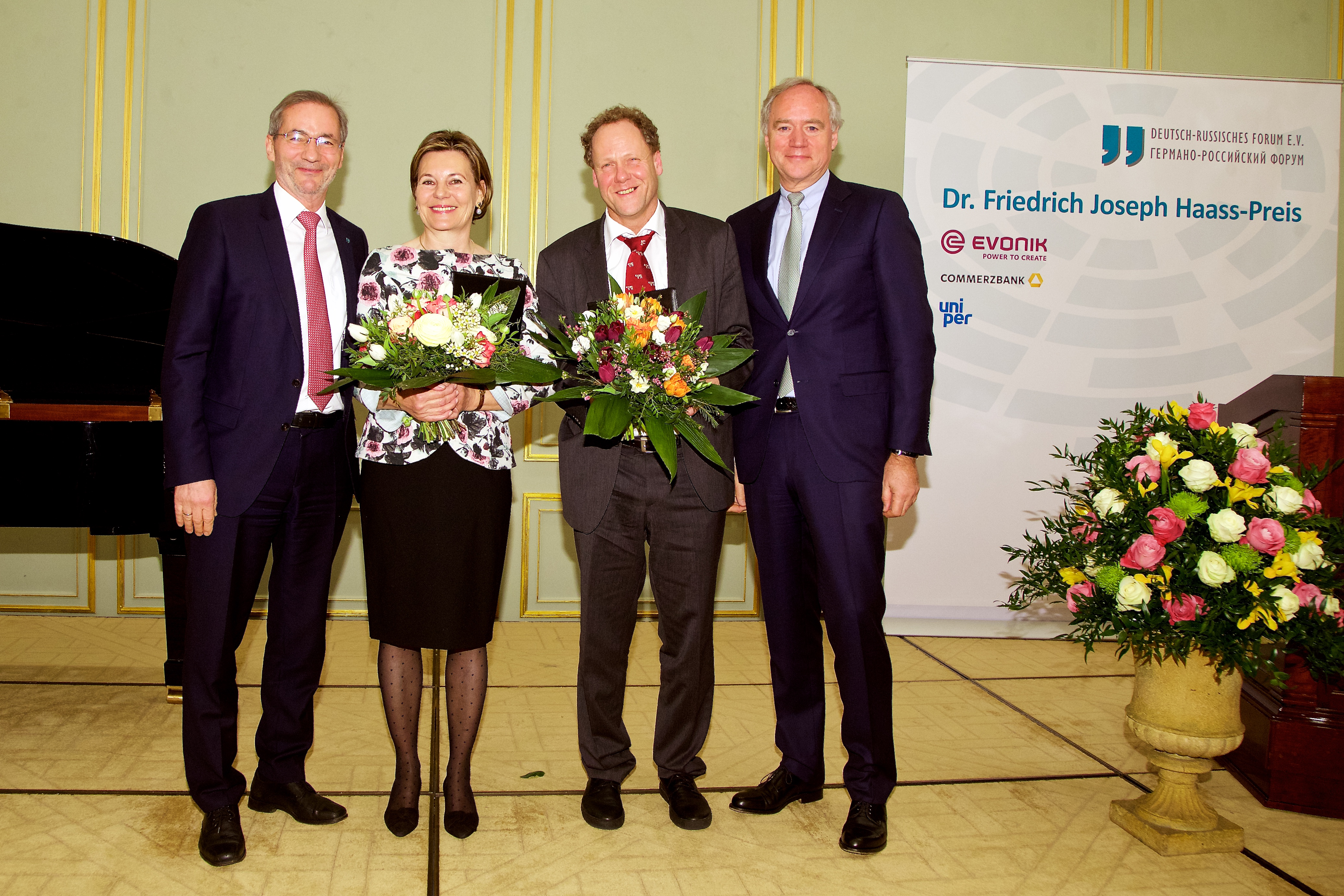
Graciela Bruch erhielt am 18. März 2019 den Dr. Friedrich Joseph Haass-Preis 2019

Die Globus-Stiftung wurde 2005 in St. Wendel (Saarland) von Thomas Bruch ins Leben gerufen, der bis 2020 geschäftsführender Gesellschafter der Globus Holding war. Die gemeinnützige Stiftung hält mehr als 20 % der Anteile an der Holding-Gesellschaft.

## Vorstand
Dem Vorstand der Stiftung gehören Graciela Bruch als Vorsitzende sowie ihr Ehemann Thomas Bruch an.

## Beirat
Susanne Blazejewski, Wolfgang Commenda, Reinhard Klimmt, Gernot Koch und Rudolf Seiler bilden den Beirat der Stiftung.

## Stiftungsidee
Die Stiftung will im Inland insbesondere jungen Menschen helfen, die sich aus den unterschiedlichsten Gründen in schwierigen Situationen befinden und Unterstützung benötigen. Junge Menschen sollen ermutigt werden, ihre eigenen Stärken und Fähigkeiten zu erkennen und sich auf das spätere Berufsleben vorzubereiten. In Deutschland werden jährlich etwa 20 Projekte gefördert.
Im Ausland soll Hilfe zur Selbsthilfe in Regionen unserer Welt geleistet werden, in denen Kinder und Jugendliche eine besondere Unterstützung benötigen. Der Fokus liegt hier auf den Bereichen Bildung und Medizin. Weltweit werden jährlich etwa 15 Projekte gefördert. 2018 hat die Globus-Stiftung die Förderung in Russland aufgenommen.

## Projekte (Auswahl)
- Rolling Clinic Projekt der German Doctors in Samar/Philippinen
- Sozialzentrum der Malteser in Moskau / Russland
- Produktionsschule der Fördergesellschaft für berufliche Bildung in Plauen/Sachsen im Vogtland
- Berufliche Orientierung von Mädchen im Handwerkerinnenhaus in Köln

## Preisverleihung
Graciela Bruch wurde 2019 für ihre jahrelange ehrenamtliche Arbeit in der Globus-Stiftung mit dem Dr.-Friedrich-Joseph-Haass-Preis geehrt.